# Гагарін Анатолій Євгенович
Анато́лій Євге́нович Гага́рін (20 червня 1844—1917) — учений у галузі помології, князь.

## Біографія
Народився в Одесі, навчався в Ришельєвському ліцеї. Для отримання подальшої освіти виїхав до Німеччини, де навчався на математичному факультеті Політехнічного інституту в Карлсруе (Німеччина; 1861), а згодом — у Гоенгеймській академії сільського господарства та лісівництва. Вступив до Тюбінгенського університету, займався геологією, ботанікою та фізіологією рослин, готуючись здобути ступінь доктора природничих наук.
Повернувся до родового маєтку в селищі Окни на південному кордоні Подільської губернії. Впроваджував у виробництво набуті знання й розробляв новітні підходи до ведення плодівництва, городництва та степового лісорозведення. Заклав унікальний плодовий розсадник, в якому протягом 30 років проводили випробування різних сортів плодових дерев. У книзі «Обзор Подольской губернии за 1908 год» вказано, що власник Окнянського маєтку володіє садом у розмірі 25 десятин, в якому 1786 насаджень приносять щорічного прибутку 2500 рублів. Тут уперше застосовано систему зрошення для плодових садів (насосною системою Вортінгтона), а також обробіток ґрунту плантажним плугом. Ініціював створення Імператорського Російського товариства плодівництва та часопису «Плодівництво» (1891). Виступив на загальних зборах членів Імператорського Російського товариства плодівництва з доповіддю «Про причини недовговічності садів у степах», уперше в науковій практиці обґрунтувавши їх, вказавши на відсутність вологи в ґрунті, а також недостатню кількість її надходження із повітря, чому можливо запобігти, використовуючи раціональне зрошення (1899). Не раз виступав як автор статей, перекладач і рецензент іноземної спеціальної літератури. Фундаментальний науковий проєкт — довідник «Атлас плодів» із розміщенням хромолітографічних малюнків та описів 100 найголовніших промислових сортів плодів (1906). Налагодив масштабну роботу з вивчення плодівництва, створивши широку мережу власних кореспондентів у різних регіонах країни, не раз ініціював проведення виставок.
Завдяки його авторитету в наукових та урядових колах в кожній губернії було відкрито філіал Імператорського Російського товариства плодівництва та місцеві товариства сільського господарства. Гагарін став першим головою Подільського товариства сільського господарства та сільськогосподарської промисловості. Ще за життя його шанували у фаховому середовищі як видатного помолога, почесного члена Імператорського Російського товариства плодівництва, члена Ради Імператорського Ботанічного саду та почесного члена багатьох європейських товариств садоводів у галузі садівництва.